# 쓰타 하야테
쓰타 하야테(일본어: 蔦 颯, 1995년 6월 7일~)는 일본의 축구 선수이다.

## 구단 경력
그는 2018년 일본 지역 리그의 아르티스타 아사마에 입단했다. 2019년 J3리그의 더스파구사쓰 군마로 이적했다. 2020년부터 J2리그로 승격했다. 2021년 J3리그의 블라우블리츠 아키타로 이적했다. 2021년 리그 데뷔, 2023년까지 32경기에 출전.